# Station Łydynia
Station Łydynia is een spoorwegstation in de Poolse plaats Ciechanów.